# Käcklitz (Wüstung)

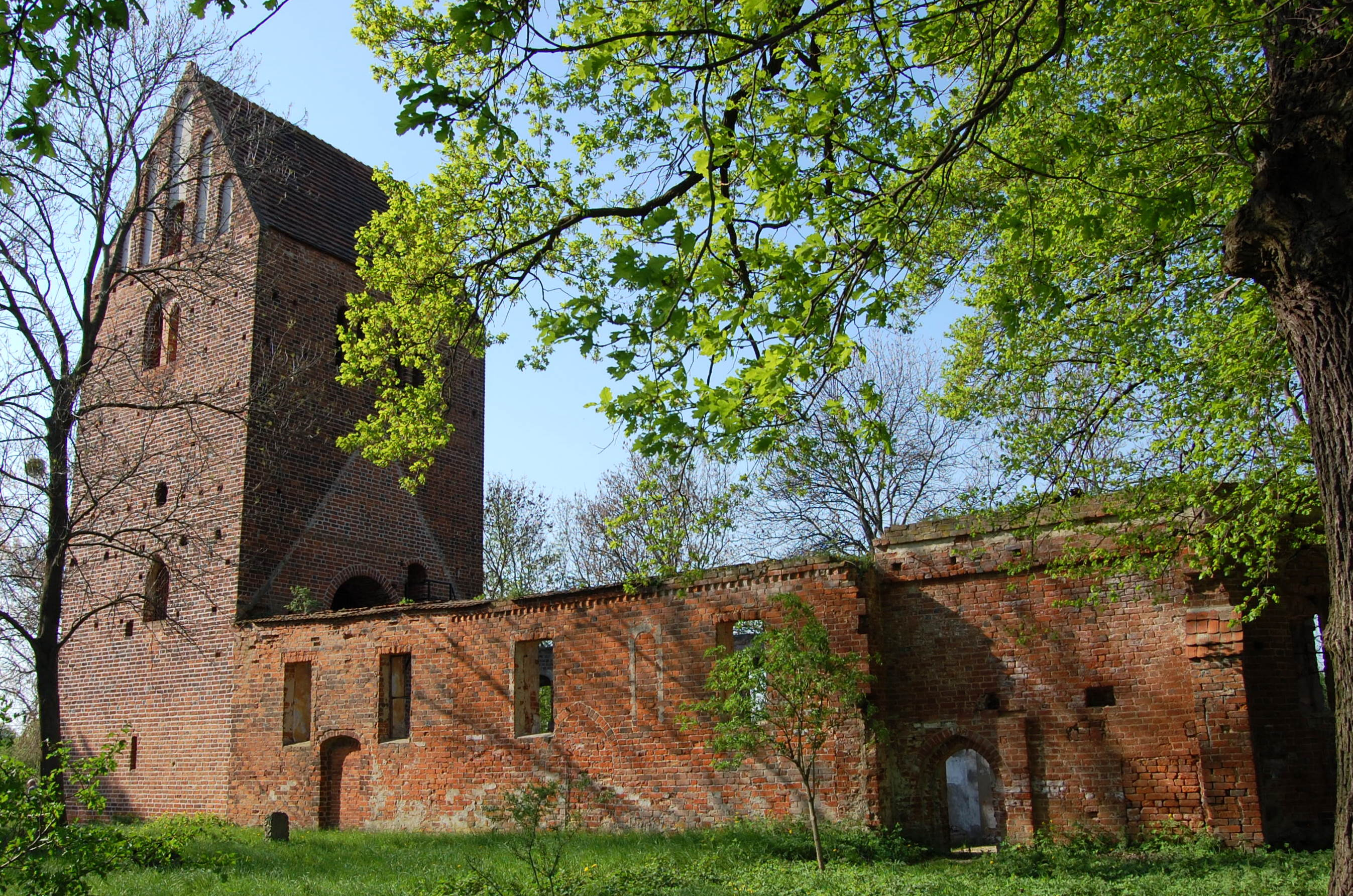
Kirchenruine Käcklitz

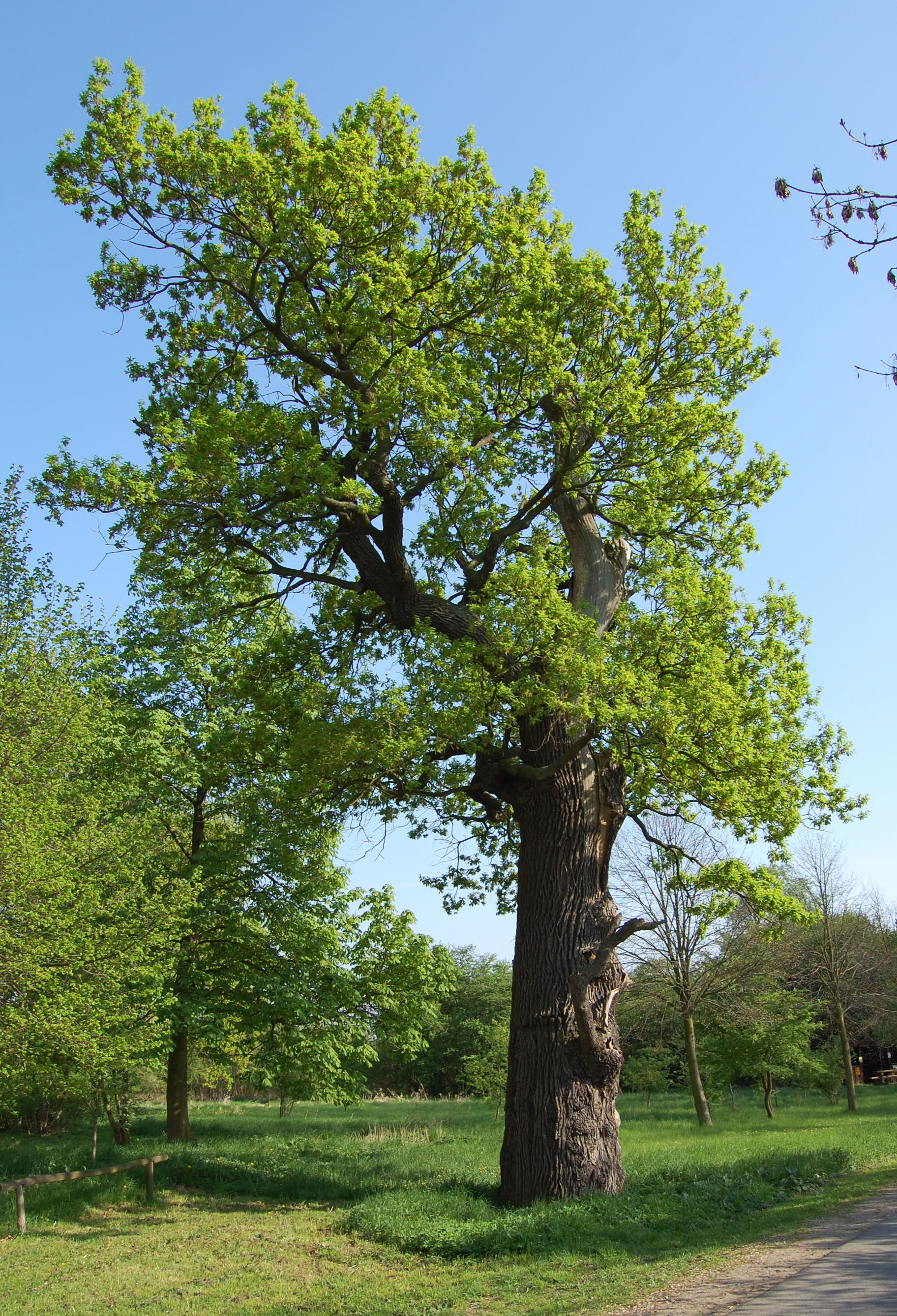
Alte Eiche vor der Kirche

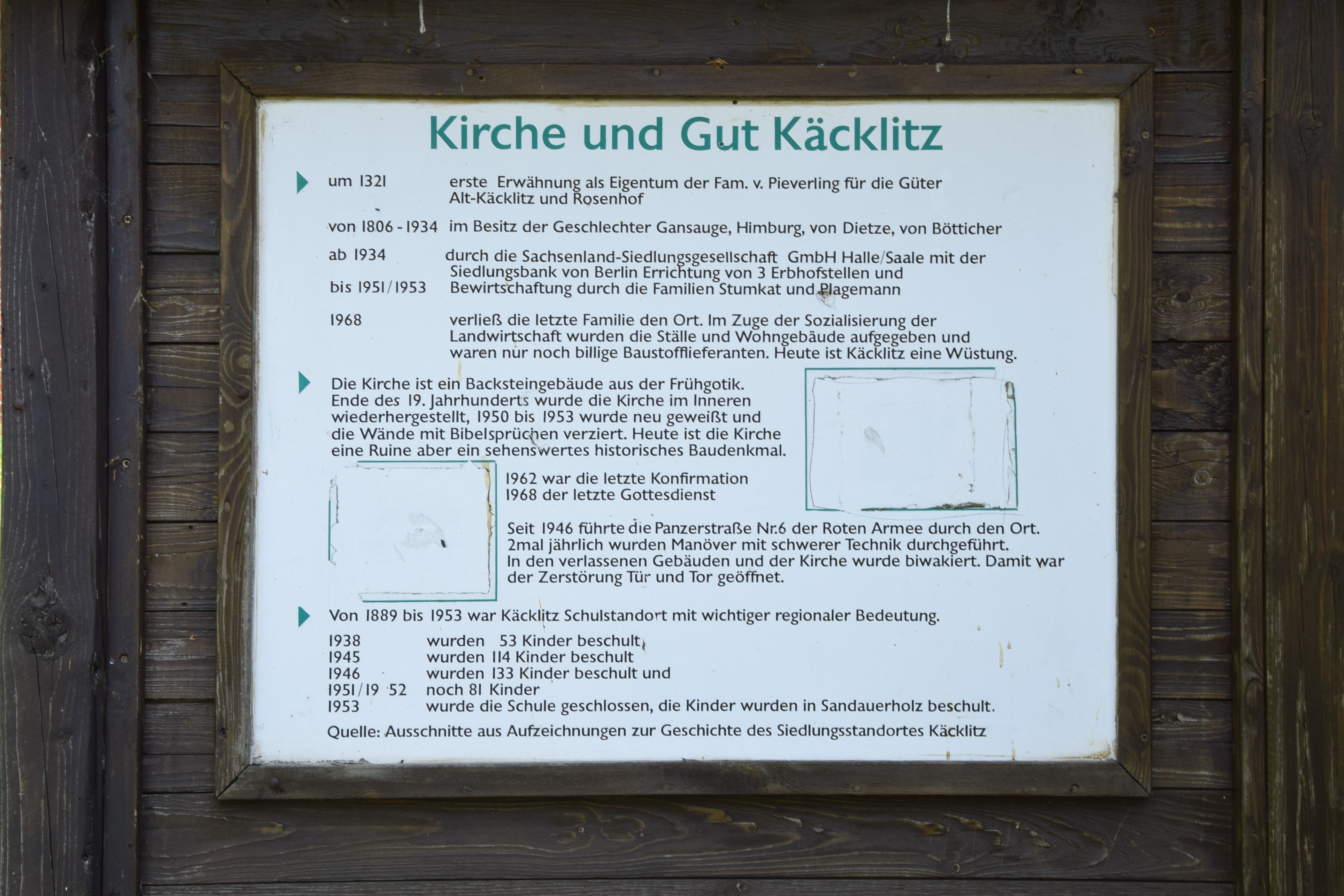
Schautafel

Käcklitz ist eine Wüstung im Ortsteil Rosenhof der Gemeinde Hohenberg-Krusemark in Sachsen-Anhalt.

## Geografie
Die ehemalige Gutssiedlung liegt eine Kilometer westlich der Elbe, 2½ Kilometer südwestlich von Sandau (Elbe) und 7 Kilometer nordöstlich von Hohenberg-Krusemark in der Altmark.
Nachbarorte sind Germerslage und Büttnershof im Nordwesten, Sandau (Elbe) im Nordosten und Rosenhof im Südosten.

## Geschichte
Die erste urkundliche Erwähnung des Ortes und Gutes stammt aus dem Jahr 1321. Eigentümer war die Familie von Pieverling. Im Jahre 1373 belehnte Markgraf Otto den Herwig von Pieverling mit Kükelicz. Weitere Nennungen sind 1441 zcu kokelicze und 1687 Köckelitz. Für 1581 wird jedoch der Pfarrhof als wüst bezeichnet. Um 1600 sind neben der Familie von Pieverling nur noch zwei Älteste im Dorf.
Für die Zeit von 1806 bis 1935 waren die Familien Gansauge, Himburg, von Dietze und von Bötticher Besitzer des Gutes in Käcklitz. 1934 errichtete die Sachsenland-Siedlungsgesellschaft GmbH Halle (Saale) mit der Siedlungsbank Berlin drei Erbhofstellen, die bis 1951/1953 von den Familien Stumkat und Plagemann bewirtschaftet wurden. Von 1889 bis 1953 befand sich in Käcklitz auch eine Schule. 1938 wurden hier 53 Kinder, 1945 114, 1946 133 und 1951/1952 noch 81 Kinder unterrichtet. 1953 wurde die Schule geschlossen, die Schüler wurden in der Schule Sandauerholz unterrichtet.
Als belastend stellte sich heraus, dass seit 1946 die Panzerstraße 6 der Sowjetischen Armee durch den Ort verlief. Zweimal im Jahr fanden Manöver mit schwerem Gerät statt. Im Zuge der Kollektivierung der DDR-Landwirtschaft wurden Ställe und auch Wohngebäude aufgegeben. Sie dienten als Baustoff. In den verlassenen Gebäuden biwakierten häufiger sowjetische Truppen, was zu weiteren Schäden führte. Die letzte Familie verließ den Ort 1968, der so zur Wüstung wurde.
Erhalten geblieben sind Teile der in den 1970er Jahren zur Ruine gewordenen Dorfkirche Käcklitz.

### Eingemeindungen
Noch im Jahre 1877 gab es ein eigenständiges Rittergut Käcklitz mit dem Vorwerk Büttnershof und der Kolonie Sandauerforst. 1885 waren Käcklitz und Büttnershof nur noch Wohnplätze des Gutsbezirkes Rosenhof. Am 17. Oktober 1928 erfolgte die Zusammenlegung der Gutsbezirke Osterholz und Rosenhof zu einer Landgemeinde Osterholz. So kam Käcklitz als Wohnplatz zu Osterholz. Am 1. Januar 1969 wurde die Gemeinde Osterholz mit dem Ortsteil Rosenhof und dem Wohnplatz Käcklitz nach Altenzaun eingemeindet. Mit der Eingemeindung von Altenzaun nach Hohenberg-Krusemark am 1. Januar 2009 kam das Gebiet der Gemeinde zu Hohenberg-Krusemark.

### Einwohnerentwicklung
| Jahr | Einwohner |
| ---- | --------- |
| 1734 | 024       |
| 1772 | 06        |
| 1790 | 059       |
| 1798 | 108       |

| Jahr | Einwohner |
| ---- | --------- |
| 1801 | 063       |
| 1818 | 085       |
| 1840 | 085       |
| 1864 | 162       |

| Jahr | Einwohner |
| ---- | --------- |
| 1871 | 56        |
| 1885 | 24        |
| 1895 | 25        |
| 1905 | 11        |

Quelle:

## Religion
Die evangelische Kirchengemeinde Käcklitz gehörte zur Pfarrei Polkritz bei Hohenberg.

## Kultur und Sehenswürdigkeiten
Die evangelische Dorfkirche Käcklitz, die heutige Kirchenruine Käcklitz, ist ein Backsteinbau aus der Frühgotik.